# Nadia Nadim
Nadia Nadim, född den 2 januari 1988 i Herat, är en afghansk-dansk fotbollsspelare (anfallare) som spelar för Hammarby IF i damallsvenskan på lån från AC Milan. Dessförinnan spelade hon i Paris Saint Germain i Frankrike. Hon har tidigare även representerat den engelska klubben Manchester City.

## Biografi

### Uppväxt
Nadim föddes i Herat och växte upp i Afghanistan. Hennes far som var general i Afghanistans krigsmakt avrättades 2000 av talibanerna. Nadim, hennes mamma och fyra systrar flydde då till Danmark, där hon började sin fotbollskarriär i B52 Aalborg och Team Viborg.
Nadim beskriver sig själv som muslim, och talar nio språk. Hon gick i gymnasiet på Marselisborg gymnasium och studerade medicin vid Århus universitet varifrån hon tog sin examen 2022 (uppskjuten många år p.g.a. fotbollskarriären).

### Fotbollskarriär
Nadim var en del av det landslag som representerade Danmark i Europamästerskapet i Nederländerna år 2017. I kvalet till turneringen gjorde Nadia Nadim sju mål på åtta matcher för Danmark. Laget tog sig till final mot hemmanationen och där blev Nadia Nadim målskytt på straff. Trots det förlorade Danmark finalen med 2-4. Nadim gjorde även ett mål i kvartsfinalen mot Tyskland.
Den danska dokumentärserien Nadia Nadim anfaller handlar om Nadia Nadim som fotbollsspelare. Dokumentären från 2016 sändes i SVT i juli 2017.
Nadim blev den första danska kvinnliga fotbollsspelaren att skriva ett sponsoravtal med klädjätten Nike. Utöver Nike samarbetar Nadim även med internationella företag såsom Visa och Ericsson
Nadim spelar sedan 2019 i den franska storklubben Paris Saint Germain, där hon bär nummer 10.
Under 2020 började ytterligare en dokumentär att spelas in som ska spegla Nadims liv under en tvåårsperiod. Dokumentären regisseras av Anissa Bonnefont som är känd från dokumentären om klädmärket Balmains designer Olivier Rousteing.
Nadim har under hela sin karriär representerats av den svenska agenten Michael Kallbäck som även medverkar i dokumentären om henne.

## Utmärkelser
- 2017 – utsedd till Årets dansk, en av de mest respekterade individuella utmärkelserna i Danmark. Priset delades ut av Berlingske i Danmark.[19]
- 2018 – Rankad som nummer 20 av Forbes i deras lista över "Most Powerful Women in International Sports".[20]